# 朱荣淑
東安恭懿王朱荣淑（1508年—1562年），明朝第三代東安王，東安昭簡王朱均鈽庶次子。

## 生平
正德三年（1508年），生父朱均鈽逝世，其嫡长兄朱荣演也已经夭折。正德十六年（1521年）十一月，朱荣淑向朝廷请求袭封东安王，明世宗认为他不到受封的年龄，敕令他暂时管理王府事。嘉靖二年（1523年）九月，世宗遣英國公張崙等為正使，翰林院編修黃佐等為副使，持節冊封朱荣淑袭封東安王。
嘉靖四年（1525年）十月，朝廷遣成安伯郭瓚等為正使，翰林院侍講葉桂章等為副使，持節冊封徐氏為東安王妃。
嘉靖二十三年（1544年）五月，楚世子朱英燿杀害其父楚愍王朱显榕。嘉靖二十四年（1545年）九月，朱英燿伏诛，朱荣淑和江夏王朱荣漠、永安王朱显梧等人皆因为朱英燿保奏而被夺禄米三分之一。
嘉靖四十一年（1562年），朱荣淑去世，朝廷赐谥恭懿；因前两个儿子都夭折，隆庆元年（1567年）四月，其庶三子朱显梡以郡王长子的身份袭封东安王。